# Eyton on Severn
Eyton on Severn – wieś w Anglii, w hrabstwie Shropshire. Leży 11 km na południowy wschód od miasta Shrewsbury i 214 km na północny zachód od Londynu.